# Fabien Thuner
Fabien Thuner (ur. 14 lipca 1988 roku) – szwajcarski kierowca wyścigowy.

## Kariera
Thuner rozpoczął karierę w wyścigach samochodowych w 2006 roku od startów we Francuskiej Formule Renault, gdzie jednak nie zdobywał punktów. W późniejszych latach Szwajcar pojawiał się także w stawce Północnoeuropejskiego Pucharu Formuły Renault 2.0, Szwajcarskiej Formuły Renault, Włoskiej Formuły Renault, Europejskiego Pucharu Formuły Renault 2.0, Mégane Trophy Eurocup, Sportscar Winter Series, Blancpain Endurance Series, V de V Challenge Endurance Moderne, V de V Michelin Endurance Series - Challenge Endurance GT/Tourisme V de V, Niemieckiego Pucharu Porsche Carrera, Dunlop 24H Dubai oraz Porsche Supercup.